# 開源香港常用中文字體計劃
開源香港常用中文字體計劃是香港開源社區為了解決了香港字體缺少的問題而發起的計劃。

## 由來
在電腦世界，中文字體的支援是在20世紀80年代初才出現。可是那時制定中文字體標準的台灣廠商在制定五大碼時遺漏了其他地方的字體，其中最為顯著的是香港的。後來雖然有香港增補字符集，但其卻不是以GNU版權發佈，而是只允許在非商業利用下使用。
因此，社會上有志願人士開始了一個名為開源香港常用中文字體計劃。計劃由開放系統研用協會（OAKA）主持，初期由各委員共同參與，由計劃管理人主力管理；後期由協會下的中文化發展委員會作主力。

## 計劃內容
電腦字體主要分兩類，Bitmap字體和TrueType字體。此計劃目的是製作泛用性的True Type字型（實際操作是修改CJK Unifonts的UMing和UKai兩款字型），並將Bitmap字體嵌入其中，使中文字體在細小字號時不再模糊，同時亦加入對香港字體的支援，增補香港增補字符集裏的字符。

## 主要參與者

### 計劃項目
- 策劃人：凌志聰（Zunix）
- 計劃管理人：陳成良（Akar）
- 計劃管理副手：袁錫良（Wily）、黃紹裘

### 中文化發展委員會
- 主席：陳成良
- 副主席：張國冠
- 委員：李小狼、周樂源、Thomas Tung[2]

## 發展
成為UMing一部分。